# TV mreža (1976.)
TV mreža (eng. Network) je satirična drama Sidneyja Lumeta iz 1976. o izmišljenoj televizijskoj mreži, Union Broadcasting System (UBS), i njezinoj borbi s lošom gledanošću. Scenarij je napisao Paddy Chayefsky, a u glavnim ulogama pojavljuju se Faye Dunaway, William Holden, Peter Finch, Robert Duvall, Wesley Addy, Ned Beatty i Beatrice Straight. Film je osvojio četiri Oscara, za najboljeg glumca, najbolju glumicu, sporednu glumicu i originalni scenarij.
TV mreža nastavila je nizati priznanja i desetljećima nakon premijere. Film je 2000. izabran za čuvanje u Nacionalnom filmskom arhivu Sjedinjenih Država u Kongresnoj knjižnici kao "kulturno, povijesno i estetski značajan". 2002. je primljen u Kuću slavnih Ceha američkih producenata kao film koji "postavlja dugotrajne standarde za američku zabavu." Ceh američkih scenarista Istočne obale izabrao je 2006. Chayefskyjev scenarij kao jedan od deset najboljih svih vremena. Film se 2007. našao na 64. mjestu sto najvećih američkih filmova u izboru Američkog filmskog instituta, što je nešto bolja pozicija od one u izboru koji je AFI proveo deset godina ranije.

## Radnja
Dugogodišnji spiker "Večernjih vijesti UBS-a" Howard Beale dobiva otkaz zbog slabe gledanosti emisije. Preostalo mu je još dva tjedna u eteru, ali sljedeće noći Beale u programu najavi kako će počiniti samoubojstvo tijekom sljedeće emisije.
UBS ga nakon ovog incidenta smjesta otpusti, ali nakon nagovaranja Bealeova producenta i najboljeg prijatelja Maxa Schumachera, urednika vijesti mreže iz stare garde, dopuštaju mu da se vrati u program kako bi se dostojanstveno oprostio od gledatelja. Beale obeća kako će se ispričati zbog svojeg ispada, ali umjesto toga počne vikati kako je život "sranje". Iako se javljaju ozbiljne posljedice, gledanost emisije se povećava kao nikad i, na Schumacherov užas, šefovi UBS-a odlučuju da će iskoristiti Bealove ispade a ne otpustiti ga.
U žučljivom protestu, Beale potiče cijelu naciju svojim uzvikom "Ljut sam kao vrag i neću ovo više trpiti!" i nagovori ih da počnu vikati s prozora tijekom spektakularne oluje. Ubrzo Beale počne voditi vlastitu emisiju nazvanu The Howard Beale Show, a predstavljaju ga "ludog televizijskog propovjednika." Emisija ubrzo postaje najgledanija na televiziji, a Beale pronalazi novu slavu propovijedajući svoju poruku pred publikom u studiju koja, na znak, ponavlja njegove rijeći. Njegov novi set osvijetljen je plavim reflektorom i ogromnim vitrajima, uz segmente astrologije, trač rubrike, ankete i žutog novinarstva.
Paralelno s pričom o Bealeu, film govori o usponu Diane Christensen. Počevši kao producentica zabavnog programa, Diana dobiva snimku terorista (parodija na Symbionese Liberation Army) kako pljačka banke za novu televizijsku seriju, šarmira svoje šefove, a na kraju preuzima kontrolu nad spojenim vijestima i odjelom za zabavu. Kako bi sve to unaprijedila, Christensen ulazi u vezu s oženjenim Schumacherom, ali ostaje opsjednuta uspjehom mreže, čak i u krevetu.
Nakon što je otkrio da će konglomerat koji posjeduje UBS kupiti još veći konglomerat iz Saudijske Arabije, Beale u emisiji počne prosvjedovati protiv dvije korporacije, ohrabrivši gledatelje da pošalju telegram u Bijelu kuću s porukom, "Ljut sam kao vrag i neću ovo više trpiti" u nadi da će zaustaviti spajanje. Bealea nakon toga odvode na sastanak s Arthurom Jensenom, predsjednikom kompanije koja posjeduje UBS, koji sada već poludjelom Bealeu iznese svoju "korporativnu kozmologiju". Jensen mu održi lekciju - gotovo propovijed - objasnivši prvo Bealeu, "Umiješao si se u primarne prirodne sile", nakon čega mu počne opisivati međusobne odnose sudionika međunarodne ekonomije i iluzornu prirodu razlika među nacionalnostima. Jensen na kraju nagovori Bealea da odustane od svojih populističkih poruka. Međutim, publika njegove nove poglede o dehumanizaciji društva počne smatrati depresivnim, a gledanost počne padati.
Iako gledanost tone sve više, predsjednik ne dopušta svojim direktorima da otpuste Bealea koji širi nove ideje. Opsjednuta kao i uvijek gledanošću UBS-a, Christensen organizira Bealeovo ubojstvo u eteru od strane iste skupine urbanih terorista koje je otkrila ranije i koji sada imaju vlastitu emisiju na UBS-u, "The Mao-Tse Tung Hour", hit dodatak jesenskoj shemi. Priča se vraća na pijanski razgovor između Bealea i Schumachera s početka filma, da bi trebali organizirati emisiju sa samoubojstvima i ubojstvima.

## Glumci
| - Faye Dunaway kao Diana Christensen - William Holden kao Max Schumacher - Peter Finch kao Howard Beale - Robert Duvall kao Frank Hackett - Wesley Addy kao Nelson Chaney - Ned Beatty kao Arthur Jensen - Beatrice Straight kao Louise Schumacher - Jordan Charney kao Harry Hunter | - Lane Smith kao Robert McDonough - Marlene Warfield kao Laureen Hobbs - Conchata Ferrell kao Barbara Schlesinger - Carolyn Krigbaum kao Maxova tajnica - Arthur Burghardt kao Veliki Ahmet Khan - Cindy Grover kao Caroline Schumacher - Lee Richardson kao Pripovjedač (glas) |

## Kritike
Vincent Canby je u svojoj recenziji iz studenog 1976. za The New York Times nazvao film "žestokom... briljantnom, okrutno smiješnom, američkom komedijom koja potvrđuje poziciju Paddyja Chayefskyja kao glavnog novog američkog satiričara" i film čiji su "zločesto iskrivljeni pogledi na način na koji televizija izgleda, zvuči i, uistinu, jest, je satirički kardiogram skrivenog srca, ne samo televizije nego i društva koje ju podržava."
U recenziji filma napisanoj nakon što je film osvojio Oscare, Roger Ebert nazvao ga je "superiorno odglumljenim, inteligentnim filmom koji se hvata mnogo toga, koji napada ne samo televiziju nego i gotovo sve druge bolesti sedamdesetih", te da će "s onim što je postignuto, tako dobro obavljeno, nepogrešivo prezentirano, TV mreža nadživjeti mnoge zgodnije filmove." Nakon što ga je pogledao 25 godina kasnije, Ebert je rekao kako je film "poput proročanstva. Kad je Chayefsky kreirao Howarda Bealea, je li mogao zamisliti Jerryja Springera, Howarda Sterna i Svjetsku hrvačku federaciju?"; odao je priznanje Lumetu i Chayefskyju za odabir trenutka "kad iščupati sve znakove zaustavljanja."

## Nagrade

### Oscari
TV mreža osvojila je tri od četiri glumačke nagrade, izjednačivši rekord filma Tramvaj zvan čežnja iz 1951. Zajedno s filmovima Tko se boji Virginije Woolf, Crveni i Povratak veterana, TV mreža je posljednji film do 2007. koji je bio nominiran u sve četiri glumačke kategorije.
Pobjede:
- Najbolji glumac - Peter Finch
- Najbolja glumica - Faye Dunaway
- Najbolja sporedna glumica - Beatrice Straight
- Najbolji originalni scenarij - Paddy Chayefsky

Finch je umro prije nego što je održana svečanost dodjele Oscara, a do danas je jedini glumac koji je nagradu osvojio postumno. Straightina izvedba u ulozi Holdenove žene trajala je samo pet minuta i 40 sekundi, što je najkraća uloga koja je zaslužila Oscar.
Nominacije:
- Najbolji glumac - William Holden
- Najbolji sporedni glumac - Ned Beatty
- Najbolja fotografija - Owen Roizman
- Najbolja montaža - Alan Heim
- Najbolji redatelj - Sidney Lumet
- Najbolji film

### Zlatni globusi
Pobjede:
- Najbolji glumac - drama - Peter Finch
- Najbolja glumica - drama - Faye Dunaway
- Najbolja režija - Sidney Lumet
- Najbolji scenarij - Paddy Chayefsky

Nominacije:
- Najbolji film – drama

### BAFTA nagrade
Pobjede:
- Najbolji glumac - Peter Finch

Nominacije:
- Najbolji film
- Najbolji glumac - William Holden
- Najbolja glumica - Faye Dunaway
- Najbolji sporedni glumac - Robert Duvall
- Najbolji redatelj - Sidney Lumet
- Najbolja montaža - Alan Heim
- Najbolji scenarij - Paddy Chayefsky
- Najbolja zvučna podloga - Jack Fitzstephens, Marc Laub, Sanford Rackow i Dick Vorisek

## Produkcija i transfer prava
Scenarij je napisao Paddy Chayefsky, a producent je bio Howard Gottfried. Dvojac je taman bio završio parnicu s United Artistsom u kojoj su osporavali prava studija da proda njihov prethodni film, Bolnica, ABC-u u paketu s manje uspješnim filmom. Unatoč tome što su tek zaključili sudski spor, Chayefsky i Gottfried su se složili da UA financira film. No, nakon čitanja scenarija, UA je smatrao kako je tema previše kontroverzna i odustao.
Chayefsky i Gottfried nastavili su nuditi film drugim studijima, a na kraju im je partner postao Metro-Goldwyn-Mayer. Ubrzo nakon toga je UA promijenio mišljenje i tražio partnerstvo s MGM-om, koji je prethodnih nekoliko godina u Americi distribuirao preko United Artistsa. MGM je pristao partnerstvo i dao UA-u prava na međunarodnu distribuciju, s tim da je MGM kontrolirao sjevernoamerička prava.
Film je premijerno prikazan u New Yorku 27. studenog 1976., nakon čega je ubrzo počela široka distribucija.
1980. je tadašnja UA-ova očinska tvrtka, Transamerica Corporation, dala studio na prodaju nakon katastrofalne objave Vrata raja, koji je bio veliki financijski podbačaj i noćna mora agenata za odnose s javnošću. Sljedeće godine MGM je kupio UA i naknadno preuzeo međunarodna prava na TV mrežu.
1986. je medijski mogul Ted Turner kupio MGM/UA. Bez ikakvih financijskih oslonaca, Turner je ubrzo osjetio gubitak i prodao natrag većinu MGM-a, ali zadržao knjižnicu za svoju kompaniju, Turner Entertainment - što je uključivalo američka prava na TV mrežu, dok su ona međunarodna ostala MGM-u, koji je dobio knjižnicu UA (odnosno vlastita izdanja United Artistsa od 1952. nadalje, plus nekoliko filmova objavljenih prije 1952., jer su knjižnice koje su bile u vlasništvu UA-a - kao što je knižnica Warner Brosa. s filmovima objavljenim prije 1948. - pripali Turneru). Turner je ubrzo sklopio dogovor s MGM-ovim video-odjelom za kućnu distribuciju za veći dio Turnerove knjižnice, što je omogućilo MGM-u da zadrži američka prava na TV mrežu još 13 godina.
Turner se 1996. spojio s Time Warnerom. Time je WB dobio prava na televizijsku i kino distribuciju izdanja iz Turnerove knjižnice, s video pravima koji su dodani 1999.
Danas, WB/Turner imaju američka prava na TV mrežu, dok su ona međunarodna u rukama MGM-a - kojeg je kupio konzorcij Sony & Comcast. MGM je prava na međunarodnu video distribuciju prodao 20th Century Fox Home Entertainmentu.

## Vanjske poveznice
- TV mreža u internetskoj bazi filmova IMDb-a